# Émeutes raciales de Chicago
Les émeutes raciales de Chicago de 1919 sont de violents conflits raciaux, initiés par des Américains blancs contre des Afro-Américains, qui démarrent dans le South Side de Chicago, dans l'Illinois, aux États-Unis, le 27 juillet 1919 et se terminent le 3 août 1919,. Au cours des émeutes, trente-huit personnes meurent : 23 noires et 15 blanches. 537 personnes sont blessées au cours de la semaine, les deux tiers des blessés étant noirs et un tiers blancs, tandis que les quelque 1 000 à 2 000 personnes qui ont perdu leur maison sont, pour la plupart, noires. 
Ces événements sont considérés comme les pires des quelque 25 émeutes et troubles civils survenus aux États-Unis, pendant l'Été rouge de 1919, ainsi nommé en raison des violences et des décès, liés à la race et au travail dans tout le pays. Le conflit prolongé en a fait l'une des pires émeutes de l'histoire de l'Illinois.
Au début de 1919, l'atmosphère sociopolitique de Chicago, autour et à proximité de sa communauté noire, en pleine expansion, est marquée par des tensions ethniques causées par le racisme et la rivalité entre les nouveaux groupes, un marasme économique et les changements sociaux engendrés par la Première Guerre mondiale. Avec la grande migration, des milliers d'Afro-Américains, du Sud américain, se sont installés à proximité de quartiers d'immigrants européens, dans le South Side de Chicago, près des emplois dans les abattoirs et les usines et l'industrie de conditionnement de la viande. Pendant ce temps, les Irlandais, qui s'y sont établis plus tôt, défendent farouchement leur territoire et leur pouvoir politique, contre tous les nouveaux venus,.
Le racisme et les tensions de l'après-guerre provoquent des frictions intercommunautaires, en particulier sur les marchés concurrentiels du travail et du logement. Le surpeuplement et la résistance accrue des Afro-Américains au racisme, en particulier de la part des vétérans de guerre, contribue aux frictions raciales visibles. De plus, une combinaison de gangs ethniques et de négligence policière tendent les relations raciales.
L'agitation atteint son paroxysme, lors d'une vague de chaleur estivale, avec le meurtre d'Eugene Williams, un enfant afro-américain qui a dérivé, par inadvertance, dans une zone de baignade réservée aux blancs, en bordure d'une plage, près de la 29e rue. Un baigneur blanc, indigné, commence à lancer des pierres sur Williams, provoquant la noyade de l'adolescent. Le rapport du coroner officiel indique que Williams s'est noyé parce que les jets de pierres l'avaient empêché de rejoindre le rivage. Lorsque des baigneurs noirs se plaignent d'être attaqués par des Blancs, la violence blanche s'étend à des quartiers où des bandes de Blancs attaquent d'innocents résidents noirs. Les tensions entre les groupes se manifestent dans un affrontement qui se transforme en journées de troubles. Les voisins noirs, proches des zones blanches, sont attaqués, les gangs blancs se rendent dans les quartiers noirs et les travailleurs noirs cherchant à se rendre à leur travail et à en revenir sont attaqués. Pendant ce temps, certains Noirs s'organisent pour résister et se protéger, certains Blancs cherchent à apporter leur aide aux Noirs, tandis que le département de police de Chicago ferme fréquemment les yeux. William Hale Thompson est le maire de Chicago pendant les émeutes, et un jeu d'esbroufe avec le gouverneur de l'Illinois, Frank Lowden exacerbe peut-être les troubles, puisque Thompson refuse de demander à Lowden d'envoyer la Garde nationale de l'armée de l'Illinois (en), pendant quatre jours, bien que Lowden ait veillé à ce que les gardes soient appelés, en réserve dans les arsenaux de Chicago prêts à intervenir. 
Après les émeutes, le gouverneur de l'Illinois, Frank Lowden, convoque la commission de Chicago sur les relations raciales (en), un comité d'enquête non partisan et interracial, pour enquêter sur les causes et proposer des solutions aux tensions raciales. Leurs conclusions sont publiées en 1922, par l'University of Chicago Press, sous le titre The Negro in Chicago : A Study of Race Relations and a Race Riot. Le président américain Woodrow Wilson et le Congrès américain tentent de promouvoir une législation et des organisations visant à réduire la discorde raciale en Amérique. Le gouverneur Lowden prend plusieurs mesures, à la demande de Thompson, pour réprimer les émeutes et promouvoir une plus grande harmonie dans ses suites,. Pendant et après les émeutes, des pans entiers de l'économie de Chicago sont fermés, pendant plusieurs jours, les usines ayant été fermées pour éviter toute interaction entre les groupes en conflit,. Le maire Thompson s'appuie sur son association avec cette émeute pour influencer les élections politiques ultérieures. Même ainsi, l'un des effets les plus durables a peut-être été la décision des communautés blanche et noire de chercher à se séparer davantage les unes des autres.

## Contexte
Contrairement aux villes du sud à l'époque, Chicago ne faisait pas de ségrégation dans la plupart des logements publics. Selon Walter White, de la NAACP, avant 1915, Chicago avait la réputation de traiter équitablement les Afro-Américains. Cependant, bien qu'officieuses, les plages de Chicago, du début du XXe siècle, sont socialement séparées sur le plan racial. Les Afro-Américains ont une longue histoire à Chicago, la ville ayant envoyé le premier représentant afro-américain de l'Illinois, John W. E. Thomas (en), à la législature de l'État, en 1876. Néanmoins, en 1900, les noirs ne représentent qu'environ 1 % de la population totale d'une ville qui avait connu une forte immigration européenne, mais la population noire s'est considérablement accrue, au début du XXe siècle. Dans la ville, la plupart des Afro-Américains sont en concurrence avec les Irlando-Américains pour les emplois bas de gamme, ce qui crée des tensions entre les groupes. En 1910, des milliers d'Afro-Américains quittent le Sud pour Chicago, destination majeure de la grande migration vers les villes industrielles du Nord-Est et du Midwest, fuyant les lynchages, la ségrégation et la privation de droits, dans le Sud profond. Le Ku Klux Klan, qui a repris vie dans le Sud, a commis 64 lynchages en 1918 et 83 en 1919. Avec l'ouverture d'emplois industriels dans les parcs à bestiaux et l'industrie du conditionnement de la viande, alors que l'immigration européenne est arrêtée par la Première Guerre mondiale, de 1916 à 1919, la population afro-américaine de Chicago passe de 44 000 à 109 000 personnes, soit une augmentation de 148 %,.
La population afro-américaine croissante qui s'installe dans le South Side borde un quartier d'Irlandais américains qui existe depuis le milieu du XIXe siècle, et les deux groupes sont en concurrence pour les emplois et les logements. Les migrants afro-américains arrivent après des vagues d'immigrants d'Europe du Sud et de l'Est : il existe aussi des oppositions et des tensions dans leurs relations. Les groupes ethniques considèrent leurs quartiers comme leur territoire et il n'est pas rare que leurs jeunes hommes y patrouillent. En raison de problèmes agricoles, les Blancs du Sud ont également migré vers la ville : ils sont environ 20 000 à cette époque. L'afflux rapide de migrants provoque un surpeuplement, dû au manque de logements convenables, à bas prix.
En 1917, deux étés, avant l'émeute de Chicago, de vastes émeutes raciales meurtrières éclatent dans les villes en expansion d'East Saint Louis dans l'Illinois et de Houston au Texas, en temps de guerre, influençant les violents événements de l'Été rouge à travers le pays et à Chicago. L'après-guerre voit également les tensions augmenter dans de nombreuses villes où la population augmente rapidement. Des gens de cultures différentes se bousculent et se disputent l'espace. En 1917, le Chicago Real Estate Board, géré par le secteur privé, instaure une politique de ségrégation, par pâtés de maisons. Les nouveaux arrivants, de la Grande Migration, rejoignent généralement leurs anciens voisins du South Side. En 1920, cette zone compte 85 % des Afro-Américains de Chicago, qu'ils appartiennent à la classe moyenne, à la classe supérieure ou à la classe pauvre. Dans la période d'après-guerre, les vétérans militaires de tous les groupes cherchent à réintégrer la population active malgré le marasme économique de l'après-guerre. Certains Blancs en veulent aux vétérans afro-américains. Dans le même temps, les vétérans afro-américains font preuve d'un plus grand militantisme et d'une plus grande fierté pour avoir servi afin de protéger leur pays. Ils s'attendent à être traités comme des citoyens à part entière après avoir combattu pour la nation. Pendant ce temps, les jeunes hommes noirs rejettent la déférence ou la passivité traditionnelle du Sud et encouragent l'autodéfense armée et le contrôle de leurs quartiers.
À Chicago, les Irlandais contrôlent les clubs sociaux et sportifs qui sont étroitement liés à la structure politique de la ville. Certains ont joué le rôle d'exécutants pour les politiciens. En tant que premier grand groupe d'immigrants européens du XIXe siècle à s'installer dans la ville, les Irlandais ont établi une force politique formelle et informelle. À Chicago, des gangs de Blancs s'attaquent aux habitants des quartiers afro-américains et la police, en grande majorité blanche et de plus en plus irlando-américaine, semble peu encline à essayer de les arrêter. Entre-temps, les journaux publient des articles sensationnels sur tout Afro-Américain, prétendument impliqué dans des crimes. Un exemple de territoire est la zone communautaire de Bridgeport, un quartier ethnique irlandais situé juste à l'ouest de la ceinture noire. Les Irlandais patrouillent depuis longtemps aux limites de leur quartier contre tous les autres groupes ethniques, en particulier les Afro-Américains. Un groupe connu sous le nom de Hamburg Athletic Club, dont les membres comprennent un jeune de 17 ans, Richard J. Daley, futur maire de Chicago, contribue à la violence des gangs dans le quartier.

## Émeutes

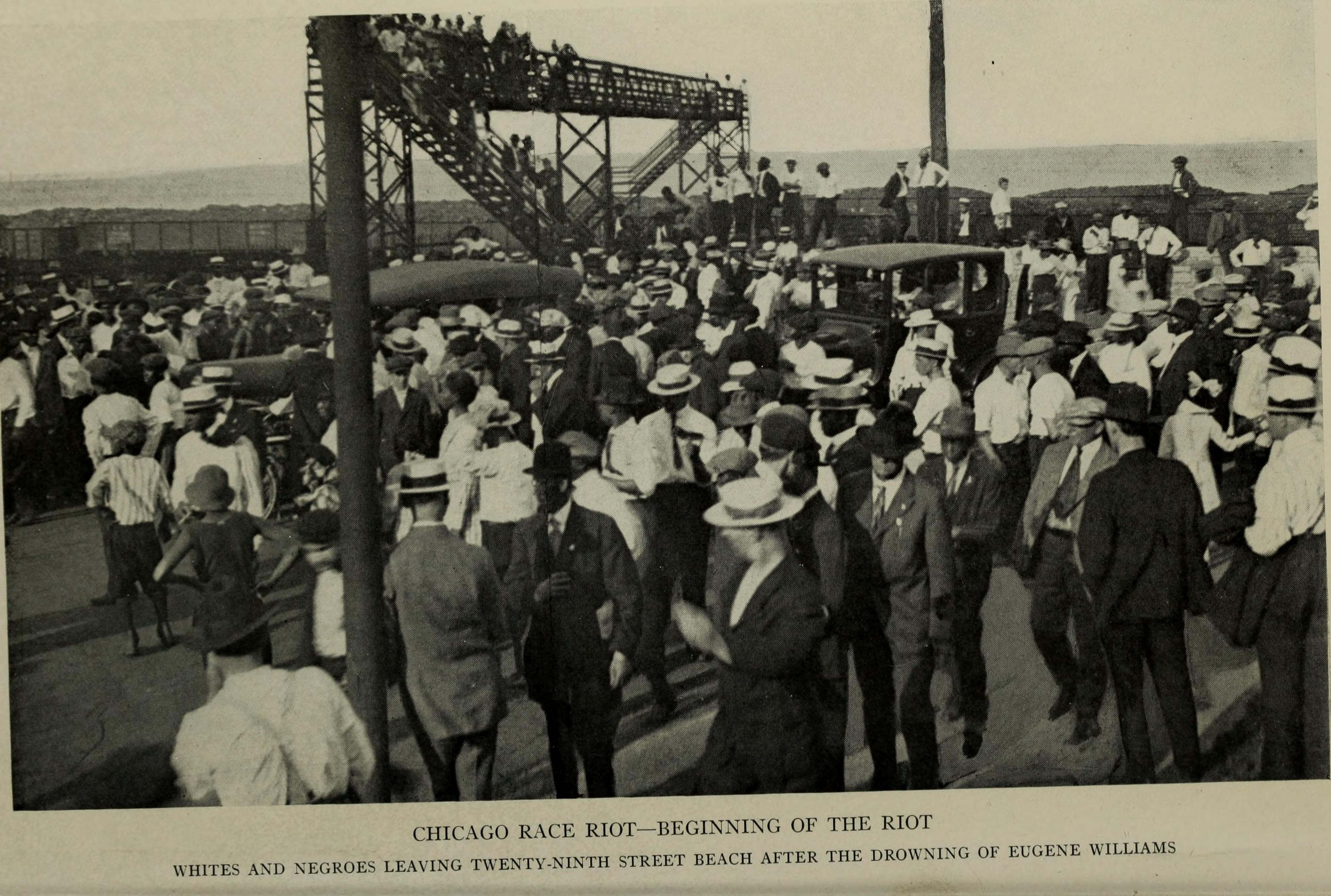
La plage, près de la 29e rue.

Les tensions raciales de longue date, entre Blancs et Noirs, explosent au cours de cinq jours de violence qui débutent le 27 juillet 1919. En cette chaude journée d'été, sur une plage réservée de Chicago, le canot pneumatique d'Eugene Williams et ses compagnons est en train de franchir la barrière, non officielle, entre les parties blanche et noire, de la plage de la 29e rue. Selon le récit d'une autre personne à bord du radeau, les jeunes Afro-Américains ne portaient pas de vêtements. « Aucune femme ou rien ne passe jamais, donc nous ne portons même pas de maillot - il suffit d'enlever nos vêtements et de descendre sur la rive ». Voyant le radeau de jeunes hommes noirs entrer dans la zone de ségrégation, un jeune homme blanc s'approche du canot et commence à jeter des pierres. Lorsque Williams est touché et qu'il se noie, les tensions s'exacerbent. Un officier de police blanc ne parvient pas à arrêter l'homme blanc responsable de la mort de Williams. Une foule de noirs en colère entoure l'officier blanc et il celui-ci arrête un homme noir, dans la foule, à la place. Les attaques entre les foules blanches et noires éclatent rapidement. À un moment donné, une foule blanche menace l'hôpital Provident, dont beaucoup de patients sont afro-américains. La police réussit à les retenir.
Les gangs de souche irlandaise tentent également d'inciter les communautés d'immigrés d'Europe du Sud et de l'Est à commettre des actes de violence contre les Noirs, car ils n'ont aucun antécédent d'hostilité à leur égard. Dans un cas, des membres des Ragen's Colts (en), grimés en Noirs, mettent le feu à des maisons lituaniennes et polonaises, dans le quartier de Back of the Yards, dans une tentative délibérée d'inciter la communauté d'immigrants à se joindre à eux pour commettre des actes contre les Afro-Américains. Bien que de multiples actes de violence tentent de diviser les noirs et les blancs, une certaine coopération naît également, certains blancs cherchant à aider à sauver Eugene Williams, signalant d'autres blancs à la police, dénonçant la violence et apportant de la nourriture aux communautés noires,.

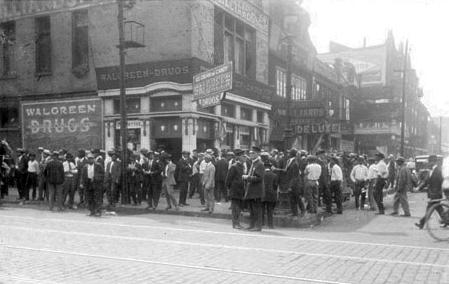
Des hommes afro-américains devant Walgreen Drugs (aujourd'hui Walgreens) au coin de la 35e et de la State Street dans le secteur communautaire de Douglas.

Les émeutes de Chicago durent près d'une semaine, ne se terminant qu'après que le gouvernement de l'Illinois ait déployé près de 6 000 soldats de la Garde nationale de l'armée de l'Illinois. Ces troupes étaient stationnées autour de la Black Belt, en français : ceinture noire, pour empêcher toute autre attaque des Blancs. Dans la soirée du 30 juillet, la plupart des violences ont pris fin.
La majorité des émeutes, des meurtres et des incendies criminels sont le fait de groupes ethniques blancs qui ont attaqué la population afro-américaine de la ceinture noire de la ville, dans le sud du pays. La plupart des victimes et des dommages matériels sont subis par des Chicagoans noirs. Les journaux font état de nombreuses tentatives d'incendie criminel. Par exemple, le 31 juillet, plus de 30 incendies sont déclenchés dans la Black Belt avant midi et tous ont été considérés comme des incendies criminels. Les émeutiers tendent des câbles dans les rues pour empêcher les camions de pompiers de pénétrer dans les zones. Le bureau du maire est informé d'un plan visant à incendier la zone noire de Chicago et à en chasser ses habitants de la ville. Des attaques violentes et sporadiques ont également lieu dans d'autres quartiers de la ville, notamment dans le Chicago Loop. Les émeutes font 38 morts (23 Afro-Américains et 15 Blancs), et 537 autres personnes sont blessées, dont deux tiers d'Afro-Américains. Un patrouilleur afro-américain, John W. Simpson, est le seul policier tué lors de l'émeute,. Environ 1 000 résidents, pour la plupart des Afro-Américains, se retrouvent sans abri, à cause des incendies. De nombreuses familles afro-américaines sont parties en train avant la fin des émeutes et retournées dans leurs familles au Sud.
Le chef de la police, John J. Garrity, ferme « tous les lieux où les hommes se rassemblent pour des raisons autres que religieuses » pour aider à rétablir l'ordre. Le gouverneur de l'Illinois, Frank Lowden, autorise le déploiement du 11e régiment d'infanterie de l'Illinois et de sa compagnie de mitrailleuses, ainsi que des 1re, 2e et 3e milices de réserve. Ces quatre unités totalisent 3 500 hommes. Le shérif du comté de Cook délégue entre 1 000 et 2 000 anciens soldats pour aider à maintenir l'ordre. Avec les réserves et la milice qui gardent la ceinture noire, la ville organise des provisions d'urgence pour fournir à ses habitants des aliments frais. Des groupes blancs livrent de la nourriture et des fournitures à l'axe formé par les militaires. Les livraisons sont ensuite distribuées dans la ceinture noire par des Afro-Américains. Alors que l'industrie est fermée, les usines d'emballage s'arrangent pour livrer les salaires à certains endroits de la ville afin que les Afro-Américains puissent les récupérer.
Une fois l'ordre rétabli, Lowden est invité à créer un comité d'État pour étudier les causes des émeutes. Il propose de former un comité chargé de rédiger un code d'éthique raciale et d'établir des limites raciales pour les activités dans la ville.

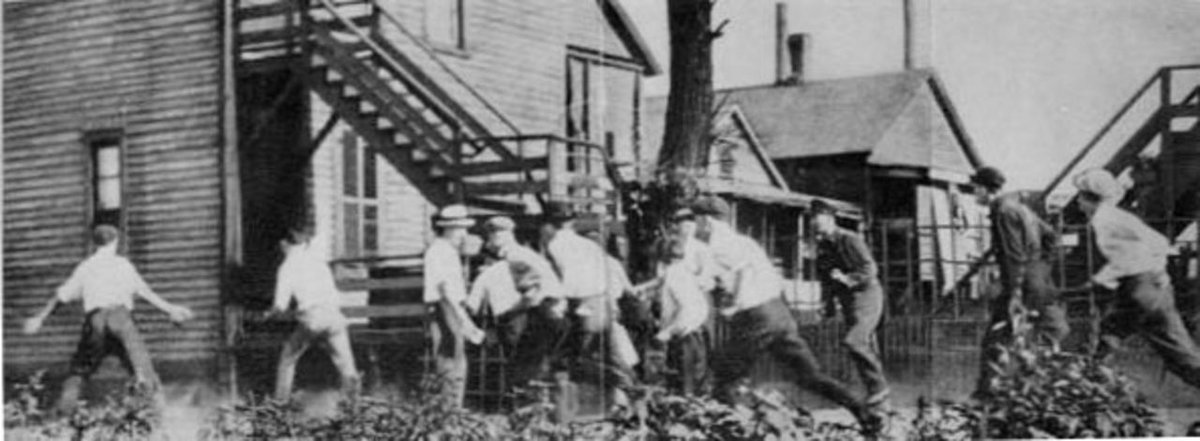
Un gang blanc à la recherche d'Afro-Américains lors de l'émeute raciale de Chicago, en 1919. Cette photo et une autre, publiée dans The Crisis Magazine, en 1919[29], font partie d'une série relative aux émeutes raciales qui ont eu lieu à Chicago en 1919.
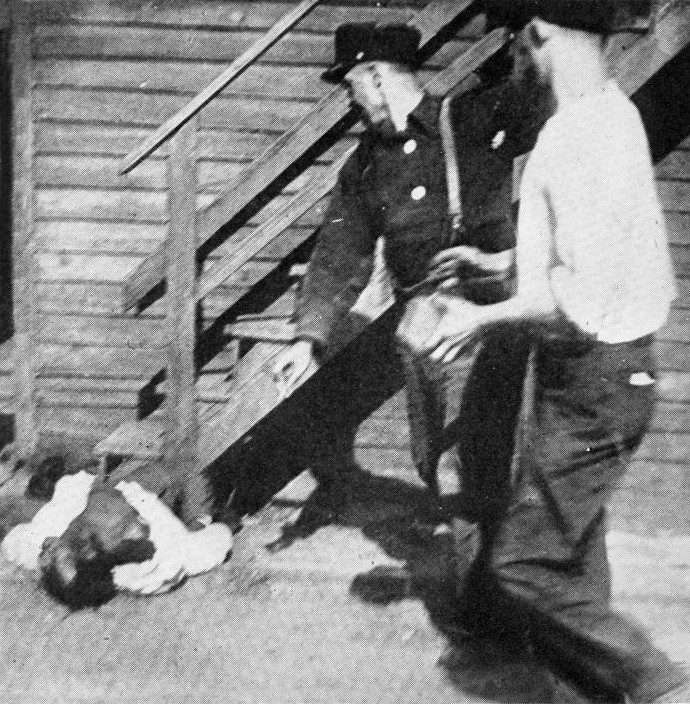
Un Afro-Américain agressé à coups de pierres lors de l'émeute raciale de Chicago.
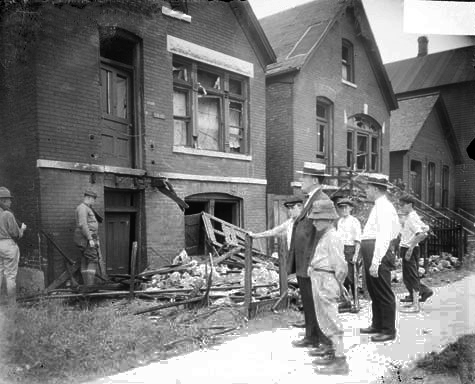
Hommes et garçons blancs debout devant une maison vandalisée.

### Enquête du coroner

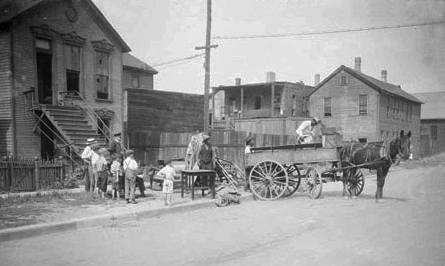
Trois Afro-Américains déménageant des meubles avec un cheval et un chariot tandis que de jeunes garçons se tiennent à proximité sur le trottoir devant une maison à Chicago, dans l'Illinois.

Le bureau du coroner du comté de Cook a tenu 70 sessions de jour, 20 sessions de nuit et a interrogé 450 témoins pour recueillir des preuves sur les émeutes. Son rapport indique que le 27 juillet 1919, Eugene Williams, un jeune Afro-Américain, a dérivé vers une plage informellement réservée du South Side tout en s'accrochant à une traverse de chemin de fer. Il a ensuite été frappé par une pierre alors qu'un homme blanc lui lançait des pierres ainsi qu'à d'autres Afro-Américains pour les chasser de leur partie de la plage de la 29e rue, dans la communauté de Douglas, dans le South Side. Un témoin se souvient avoir vu un homme blanc seul se tenir sur un brise-lames à 22,9 m du radeau des Afro-Américains et leur lancer des pierres. Williams est frappé au front. Il panique alors, perd sa prise sur la traverse de chemin de fer et se noie. L'assaillant court vers la 29e rue, où une altercation différente a déjà commencé lorsque des Afro-Américains ont essayé d'utiliser une partie de la plage à cet endroit, au mépris de sa ségrégation tacite.
Les émeutes s'intensifient lorsqu'un policier blanc refuse d'arrêter l'homme qui avait jeté la pierre à Williams. Celui-ci préfère arrêter un Afro-Américain, sur plainte d'un homme blanc, pour un délit mineur. La colère suscitée par cette arrestation, associée à la mort de Williams et aux rumeurs qui circulent dans les deux communautés, se transforme en cinq jours d'émeutes. La plupart des victimes sont afro-américaines et la plupart des dommages matériels sont infligés dans des quartiers afro-américains. Ayant tiré les leçons des récentes émeutes d'East St. Louis (en), la ville de Chicago arrête rapidement les tramways pour tenter de contenir la violence. La couverture provocatrice des journaux a l'effet inverse. Les historiens notent que « les gangs de jeunes du South Side, y compris le Hamburg Athletic Club, se sont plus tard avérés être parmi les principaux instigateurs de la violence raciale. Pendant des semaines, au printemps et à l'été 1919, ils avaient anticipé, et même attendu avec impatience, une émeute raciale » et « à plusieurs reprises, ils s'étaient eux-mêmes efforcés d'en précipiter une, et maintenant que la violence raciale menaçait de se généraliser et de se déchaîner dans tout Chicago, ils étaient prêts à exploiter le chaos ».

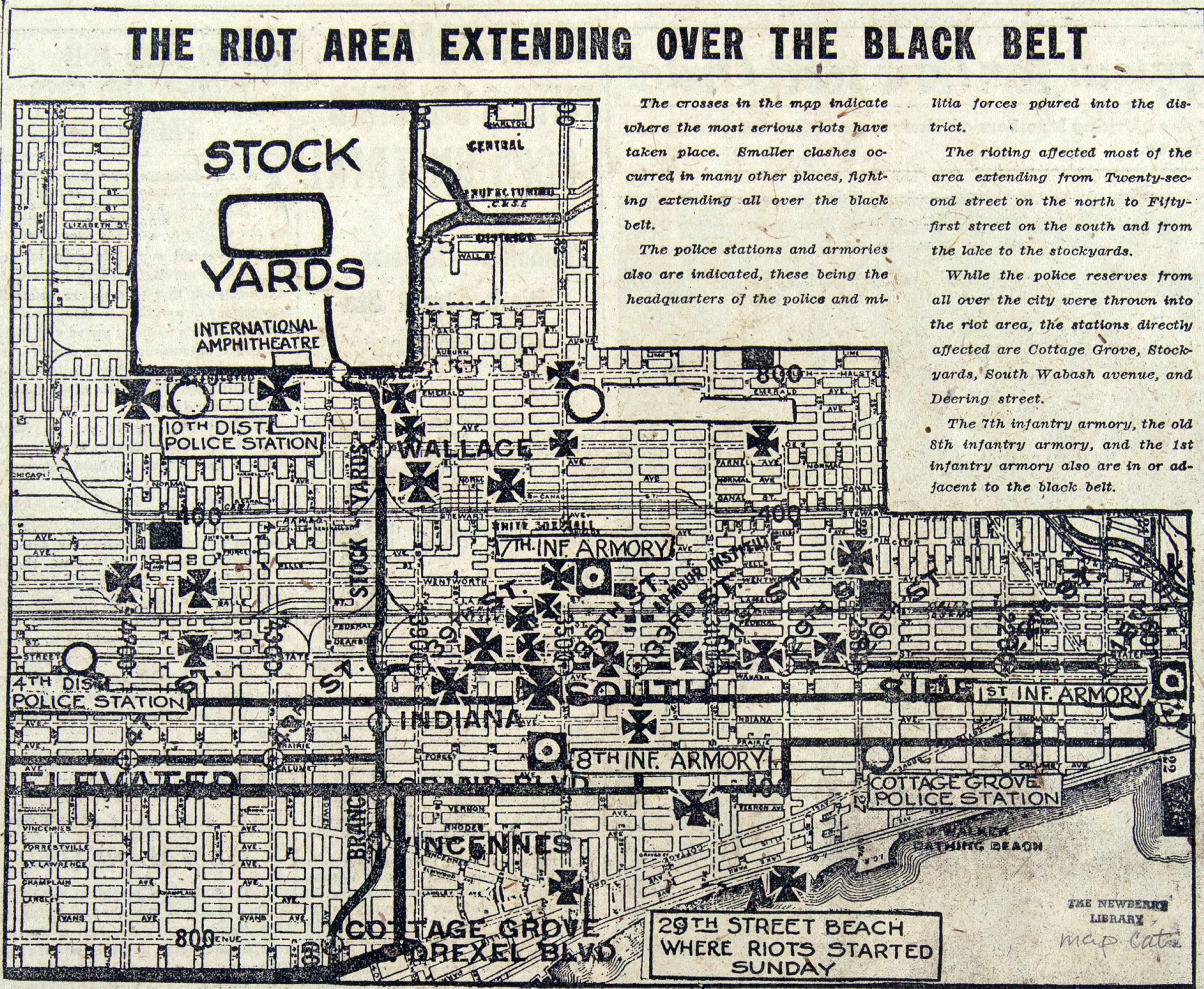
Une carte des zones touchées par les émeutes, dans le South Side, avec les Union Stock Yards visibles. Le nord est à droite.

Les premiers rapports font état de blessures détaillées chez des officiers de police et un pompier de Chicago. Un policier afro-américain est tué pendant l'émeute. L'attitude de la police blanche est critiquée pendant et après les émeutes. Le procureur de district Maclay Hoyne accuse la police d'avoir arrêté des émeutiers afro-américains, tout en refusant d'arrêter les émeutiers blancs. Hoyne commence à porter les affaires, impliquant uniquement des Afro-Américains, devant le grand jury pour enquêter sur les actes criminels, ce qui provoque le départ des jurés. « Mais qu'est-ce que... Le procureur général a un problème ? Il n'a pas d'affaires blanches à présenter ? » se plaint un juré. Le jury reporte ensuite l'audience des preuves de toutes les affaires contre les Afro-Américains jusqu'à ce que les Blancs soient également inculpés. De même, un juge fait la leçon à la police : « Je tiens à vous expliquer, à vous les officiers, que ces gens de couleur n'ont pas pu se soulever entre eux. Amenez-moi des prisonniers blancs. » Des gangs itinérants de blancs de Bridgeport, pour la plupart d'origine irlandaise, ont perpétré une grande partie des violences. Bien que les journaux locaux aient rapporté que des Afro-Américains avaient allumé des incendies, « plus tard, le bureau du Fire marshal Gamber a prouvé de façon concluante que les incendies n'étaient pas causés par des Noirs, mais par des Blancs ». Cependant, la couverture du New York Times, pendant les émeutes,  indique clairement que les Blancs étaient responsables de l'incendie criminel planifié à grande échelle contre les zones noires et de nombreuses attaques de la foule. En raison de l'incapacité de la police à arrêter les blancs, aucun blanc de Chicago n'est condamné pour ces meurtres, et la plupart des décès ne font même pas l'objet de poursuites. Un homme est poursuivi pour la mort de Williams, mais il est acquitté.

### Conséquences

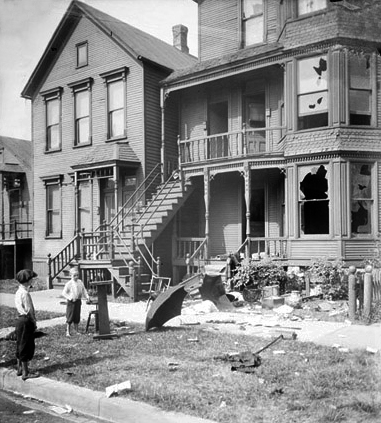
Maison avec des fenêtres brisées et des débris dans la cour avant.

Les émeutes ont un impact sur l'économie de Chicago. Les zones à faibles revenus, telles que les logements en location, sont particulièrement touchées en tant que zones d'émeutes potentielles. Une partie de l'industrie du South Side est fermée pendant les émeutes. Les entreprises du secteur Loop sont également touchées par l'arrêt des tramways. De nombreux travailleurs restent à l'écart des zones touchées. À l'Union Stock Yard, l'un des plus grands employeurs de Chicago, les 15 000 travailleurs afro-américains doivent initialement retourner au travail, le lundi 4 août 1919. Mais après un incendie criminel, près des maisons des employés blancs, à proximité des parcs de stockage, le 3 août, la direction exclue les employés afro-américains des parcs de stockage par crainte de nouvelles émeutes,. Le gouverneur Lowden fait part de son opinion, selon laquelle les troubles sont liés à des questions de travail plutôt qu'à la race. Près d'un tiers des employés afro-américains ne sont pas syndiqués et sont donc mécontents des employés syndiqués. Les travailleurs afro-américains sont tenus à l'écart des parcs à bestiaux pendant dix jours après la fin de l'émeute en raison des troubles persistants. Le 8 août 1919, environ 3 000 Afro-Américains non syndiqués se présentent au travail, sous la protection de la police spéciale, des shérifs adjoints et de la milice. Les employés syndiqués blancs menacent de faire grève si ces forces de sécurité ne sont pas supprimées. Leur principal grief, contre les Afro-Américains, sont qu'ils ne sont pas syndiqués et ont été utilisés par la direction comme briseurs de grève au cours des années précédentes. De nombreux Afro-Américains ont fui la ville à la suite des émeutes et des dégâts.
Le procureur général de l'Illinois Edward Brundage et le procureur de l'État Hoyne recueillent des preuves pour préparer une enquête du grand jury. L'intention déclarée est de poursuivre tous les auteurs et de demander la peine de mort si nécessaire. Le 4 août 1919, dix-sept actes d'accusation sont prononcés contre des Afro-Américains.
Richard J. Daley est le président du Hamburg Athletic Club de Bridgeport. Daley a été maire de Chicago de 1955 à 1976. Au cours de sa longue carrière politique, il n'a jamais confirmé ni nié son implication dans les émeutes.
En 1922, six Blancs et six Afro-Américains sont chargés de découvrir les véritables racines des émeutes. Ils affirment que les soldats de retour de la Première Guerre mondiale qui ne recevaient pas leur travail et leur maison d'origine étaient à l'origine des émeutes.
En 1930, le maire William Hale Thompson, un républicain extravagant, invoque l'émeute dans un pamphlet trompeur exhortant les Afro-Américains à voter contre la candidate républicaine, la représentante Ruth Hanna McCormick, dans la course au Sénat des États-Unis pour le siège de son défunt mari. Elle est la veuve du sénateur Joseph McCormick ainsi que la belle-sœur de l'éditeur du Chicago Tribune, Robert Rutherford McCormick. Les McCormick sont une puissante famille de Chicago à laquelle Thompson s'oppose.
Le président Woodrow Wilson déclarera que les participants blancs étaient les instigateurs des émeutes prolongées à Chicago et Washington (district de Columbia). En conséquence, il a tenté de promouvoir une plus grande harmonie raciale par la promotion des organisations bénévoles et par la promulgation d'améliorations législatives par le Congrès. Il n'a cependant pas modifié la ségrégation des services fédéraux qu'il avait imposée au début de sa première administration. L'émeute raciale de Chicago de 1919 a choqué la nation et a fait prendre conscience des problèmes auxquels les Afro-Américains étaient confrontés chaque jour aux États-Unis, du début du XXe siècle.